# C2-deponie
De C2-deponie is de naam van een stortplaats voor gevaarlijk afval dat niet verder verwerkt kan worden. Deze deponie bevindt zich op de Maasvlakte.

## Geschiedenis
De deponie werd beheerd door Afvalverwerking Rijnmond. Ze bestond uit een bak van 300×50×11 meter en er moest middelzwaar chemisch afval in worden opgeslagen dat niet brandbaar was en niet verder verwerkt kon worden. Tal van stoffen, waaronder vele die zware metalen bevatten, zoals afgewerkte batterijen, kwamen in de deponie terecht. Het geheel was omgeven door een ringdijk die ervoor moest zorgen dat geen regenwater naar binnen zou sijpelen.
Dit alles leidde tot tal van incidenten, waarbij zich omstandigheden voordeden die de gezondheid van de werknemers in gevaar brachten. In 1999 werd een aantal werknemers ziek die namens een aannemersbedrijf werkzaamheden in de put uitvoerden ter voorbereiding van de reparatie van een scheur in de bodem. Met welke stoffen zij in aanraking waren gekomen was niet bekend. In 2002 brak er door onopgehelderde reden brand uit, waarbij de laag afdichtfolie werd aangetast.
Sedert 2003 worden de C2-afvalstoffen gebruikt voor het opvullen van mijngangen in Duitsland, hetgeen door de belanghebbenden als nuttig gebruik wordt gekwalificeerd.
Uiteindelijk werd het storten in 2005 beëindigd, waarna er nog een aantal afdichtings- en reparatiewerkzaamheden moesten worden uitgevoerd. In 2006 werd de overblijvende ruimte opgevuld met bodemas van afvalverbrandingsinstallaties. In 2011 werd de definitieve bovenafsluiting aangebracht, de nazorg wordt in de toekomst overgedragen aan het Bureau Nazorg van de provincie Zuid-Holland.